# کتانی (سرده)
کتانی (سرده) (نام علمی: Linaria) نام یک سرده از تیره بارهنگیان است.